# ربکا رومین
ربکا آلی رومین (به انگلیسی: Rebecca Alie Romijn) (زاده ۶ نوامبر ۱۹۷۲) بازیگر و مدل آمریکایی است.

## فیلم‌شناسی
فهرست برخی از فیلم‌هایی که ربکا رومین در آن‌ها به ایفای نقش پرداخته‌است:
- کار کثیف (۱۹۹۸)
- آستین پاورز: جاسوسی که مرا تکان داد (۱۹۹۹)
- مردان ایکس (۲۰۰۰)
- زن اغواگر (۲۰۰۲)
- رولربال (۲۰۰۲)
- سیمون (۲۰۰۲)
- ایکس ۲: مردان متحد (۲۰۰۳)
- موهبت الهی (۲۰۰۴)
- مجازاتگر (۲۰۰۴)
- بهانه (۲۰۰۶)
- مردان اطراف شهر (۲۰۰۶)
- مردان ایکس: آخرین ایستادگی (۲۰۰۶)
- لیک سیتی (۲۰۰۸)
- کلاهبردار (۲۰۱۰)
- بتی بی‌ریخته (۲۰۱۰)
- مردان ایکس: کلاس اول (۲۰۱۱)
- اعمال خوب (۲۰۱۲)
- هاله پوچ (۲۰۱۴)
- لری گی: مهماندار مرد متمرد (۲۰۱۵)
- مرگ سوپرمن (۲۰۱۸)
- وحشت شیطانی (۲۰۱۹)
- حکمرانی سوپرمن‌ها (۲۰۱۹)
- بتمن: هاش (۲۰۱۹)
- لیگ عدالت در تاریکی: جنگ آپوکولیپس (۲۰۲۱)
- گونه‌های در حال انقراض (۲۰۲۱)